# Brumbun (Maduran)
Brumbun is een bestuurslaag in het regentschap Lamongan van de provincie Oost-Java, Indonesië. Brumbun telt 1190 inwoners (volkstelling 2010).